# Marta Miączyńska
Marta Elżbieta Miączyńska – polska naukowiec, biolog, prof. dr hab.

## Zakres badań
Główną dziedziną jej badań jest biologia komórki, a w tym mechanizmy molekularne, które integrują transport błonowy (zwłaszcza endocytozę) z wewnątrzkomórkowymi szlakami sygnalizacyjnymi. Bada te procesy pod kątem możliwych terapii antynowotworowych.

## Kariera naukowa
Ukończyła studia na Uniwersytecie Jagiellońskim na Wydziale Biologii Molekularnej. Następnie w 1997 obroniła tytuł doktora genetyki na Uniwersytecie Wiedeńskim. Staże naukowe zrealizowała w Heidelbergu i Dreźnie, badając białka APPL1 i APPL2. Habilitację uzyskała w 2008 roku, broniąc pracy pt. Białka efektorowe GTPazy Rab5 w regulacji endocytozy i przekazywania sygnałów wewnątrzkomórkowych. Tytuł profesora uzyskała w 2013 r.
W 2005 roku uruchomiła Laboratorium Biologii Komórki w Międzynarodowym Instytucie Biologii Molekularnej i Komórkowej w Warszawie.
Otrzymała stypendia od: L’Oreal Polska dla Kobiet i Nauki, Austrian Science Fund, Human Frontier Science Program Organization. Działała naukowo również w ramach zagranicznych grantów, m.in. Wellcome Trust International Senior Research Fellowship oraz Howard Hughes Medical Institute International Research Scholar.
Koordynowała wiele międzynarodowych grantów i programów naukowych. Jest współautorką ponad 50 prac z zakresu genetyki.
15 grudnia 2018 r. została powołana na czteroletnią kadencję na stanowisku dyrektora Międzynarodowego Instytutu Biologii Molekularnej i Komórkowej. 15 grudnia 2022 została ponownie powołana na czteroletnią kadencję na tym stanowisku.
W sierpniu 2019 r.została członkiem Academia Europaea, a w 2020 r. członkiem korespondentem PAN. W styczniu 2024 została współprzewodniczącą europejskiej sieci instytutów badawczych EU-LIFE. W czerwcu 2024 została wiceprzewodniczącą rady EMBO (Europejskiej Organizacji Biologii Molekularnej).